# Libre recherche scientifique
 (janvier 2019).
- Si vous ne connaissez pas le sujet, laissez ce bandeau (vous pouvez alors contacter les auteurs).
- Si vous supprimez le contenu mis en cause (vous pouvez préalablement contacter les auteurs),

argumentez précisément cette suppression dans la page de discussion
(un manque de référence n'est pas un argument ; une recherche réelle de référence doit avoir été effectuée, être formellement documentée).
 (janvier 2019).
Si vous disposez d'ouvrages ou d'articles de référence ou si vous connaissez des sites web de qualité traitant du thème abordé ici, merci de compléter l'article en donnant les références utiles à sa vérifiabilité et en les liant à la section « Notes et références ».
 (décembre 2014).

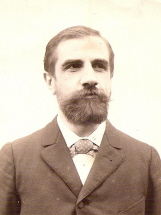
François Gény, le principal jusphilosophe de la libre recherche scientifique

La libre recherche scientifique est une école de philosophie juridique, prédécesseur de la jurisprudence des principes, qui défend l'idée que pour découvrir les origines des principes et des règles de droit, l'interprète doit s'appuyer sur les sciences, comme la sociologie, l'économie, la linguistique, la philosophie et la théologie, que les anciens interprètes n'utilisaient pas.
Le principal penseur de cette école est François Gény mais d'autres auteurs ont également influencé ce mouvement comme Rudolf Stammler et Eugen Ehrlich.

## Concepts
La libre recherche scientifique cherche à résoudre les contradictions de l'école de l'exégèse et améliorer le positivisme juridique traditionnel. Un de ses buts est de compléter les lacunes de l'ordre juridique, en les enrichissant avec des éléments scientifiques, et en niant l'idée que la loi est l'unique source de cet ordre-là.
Ce paradigme-ci de pensée mets en relief l'usage de l'équité comme source du droit. Autrement dit, la libre recherche scientifique peut être appréhendé comme une sorte d’interprétation libre les textes juridiques. Elle consiste en quelque sorte à une interprétation objective et scientifique. C'est François Gény qui, en 1899, dans son livre Méthodes d'interprétation et sources en droit privé positif, a révolutionné la théorie de l'interprétation avec une théorie de la libre recherche scientifique. Pour l'auteur, un texte ne peut être sollicité à l'infini. À partir d'un certain seuil, il y a toujours un vide qu'il faut combler. On comblera celui-ci par la libre recherche scientifique, méthode selon laquelle l'interprète doit purement et simplement élaborer une solution qui lui paraît la meilleure, compte tenu d'un certain nombre de données susceptibles de faire naître et de façonner une règle de droit (données réelles, données historiques, données rationnelles, données idéales), et dans une certaine mesure faire véritablement œuvre de législateur.  Selon Gény, l'interprétation doit se faire par le code civil, mais au-delà du code civil. 